# Апория
Апория (старогръцки: ἀπορία - безизходица, недоумение) е термин от областите логика и философия, означаващ измислена, логически вярна ситуация (умозаключение или пропозиция), която не може да съществува в реалността. Необходимо е да се прави разлика между апория, антиномия и парадокс. Парадоксът е ситуация, която може да съществува в реалността, но няма строго логическо обяснение. Парадоксални ситуации възникват тогава, когато има противоречие между два емпирически факта, или емпирически факт и някое теоретично съждение. Антиномия обикновена определя логическо противоречие между две теоретически съждения в тезисно-антитезисна форма, сред които най-известни са тези на Имануел Кант. Апорийно съждение определя несъответствието между един емпиричен факт и описващите го теории. Апориите са известни още от времето на Сократ. Най-известните са апориите на Зенон Елейски.